# Rivière Canumã
 (novembre 2024).
Si vous disposez d'ouvrages ou d'articles de référence ou si vous connaissez des sites web de qualité traitant du thème abordé ici, merci de compléter l'article en donnant les références utiles à sa vérifiabilité et en les liant à la section « Notes et références ».
Rivière Canumã (en portugais : Rio Canumã) est une rivière de l'État d'Amazonas au nord-ouest du Brésil. Elle est située à l'est de la rivière Madère et y est à peu près parallèle. Elle se jette dans le Paraná Urariá peu de temps avant de se fondre dans la rivière Madère (le court canal entre la rivière Canumã / Paraná Urariá et la rivière Madère est connu sous le nom de Paraná do Canumã). À travers le Paraná Urariá, elle est également reliée à plusieurs autres rivières plus petites et finalement au Paraná do Ramos, qui est un canal latéral du fleuve Amazone lui-même. Le Canumã prend sa source au confluent des rivières Acari et Sucunduri.  

## Voir également
- Liste des rivières d'Amazonas